# Jüdischer Friedhof (Glatz)
Koordinaten: 50° 25′ 57″ N, 16° 38′ 47,8″ O

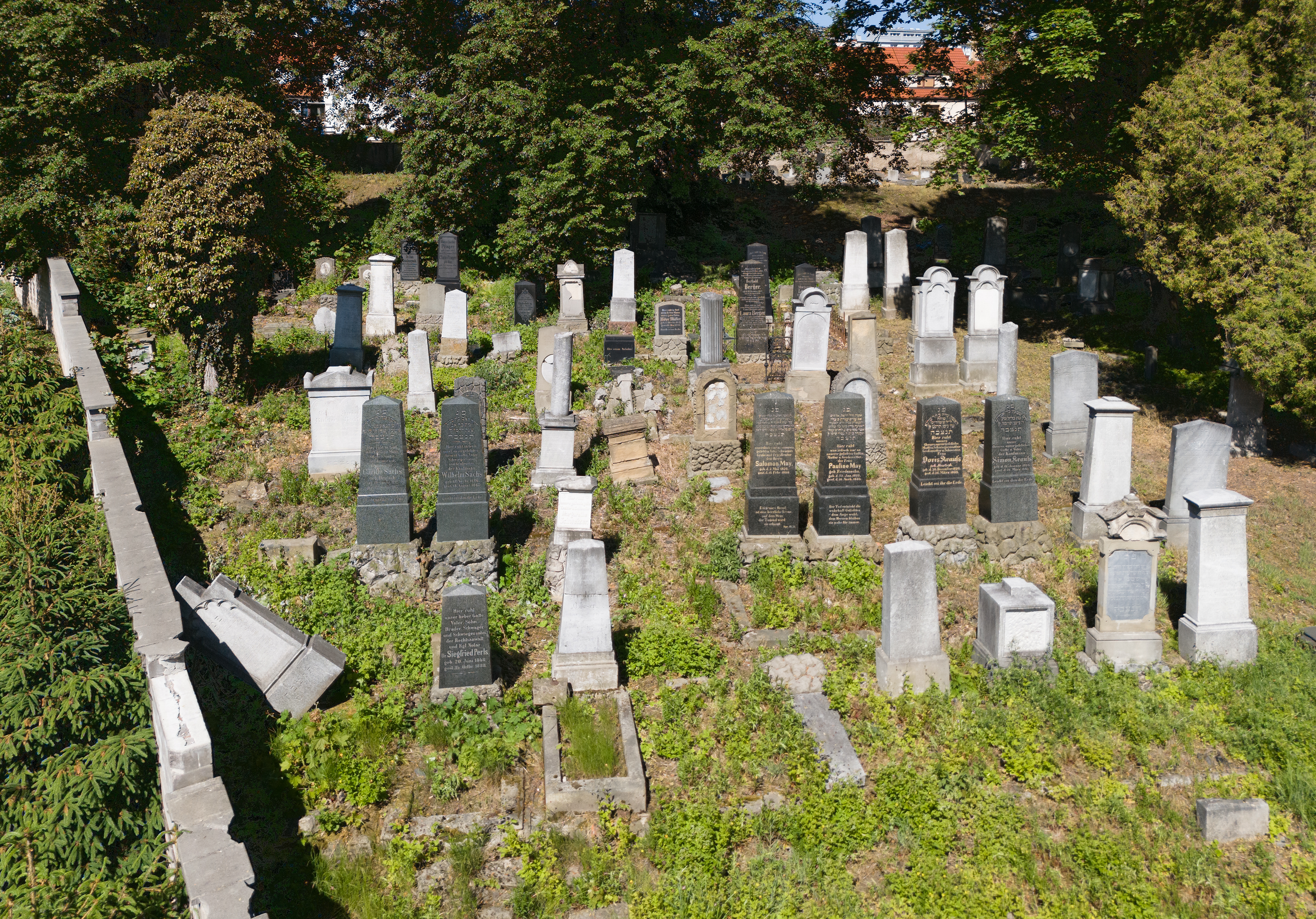
Jüdischer Friedhof in Glatz

Der Jüdische Friedhof in Glatz (polnisch Kłodzko), einer Stadt im Powiat Kłodzki im Powiat Kłodzki der Woiwodschaft Niederschlesien in Polen, wurde 1825 in der Glatzer Gartenstraße (heute ulica Bohaterów Getta) angelegt. Er ist ein geschütztes Kulturdenkmal.

## Geschichte
Der Glatzer Jüdische Friedhof wurde über Jahrzehnte dem Verfall preisgegeben. Durch die Initiative der „Stiftung zur Erhaltung des jüdischen Erbes“ und dem Einsatz von Freiwilligen begann ab 2005 die Instandsetzung: Grabsteine wurden wieder aufgerichtet und die Friedhofsmauer wiederhergestellt.
Auf dem 0,30 Hektar großen Friedhofsgelände sind heute noch etwa 100 Grabsteine mit deutschen und hebräischen Inschriften erhalten.